# Eisaku Sato
Eisaku Sato (Japans: 佐藤榮作, Sato Eisaku) (Tabuse (Yamaguchi), 27 maart 1901 – Minato (Tokio), 3 juni 1975) was een Japans politicus van de Liberaal-Democratische Partij (LDP). Hij was premier van Japan van 1964 tot 1972. In 1974 won hij samen met Seán MacBride de Nobelprijs voor de Vrede ter erkenning van Japans toetreding tot het non-proliferatieverdrag.
Sato was van 1949 tot 1975 lid van het Lagerhuis en diende als partijleider van de LDP van 1964 tot 1972. Hij was secretaris-generaal van het kabinet in het kabinet-Yoshida II van 1948 tot 1949, minister van Communicatie en Post in het kabinet-Yoshida III van 1951 tot 1952, minister van Bouw en Constructie in het kabinet-Yoshida IV van 1952 tot 1953, minister van Financiën in het kabinet-Kishi II van 1958 tot 1960 en minister van Economische Zaken in het kabinet-Ikeda II van 1961 tot 1962.

## Biografie

### Jonge jaren
Satō studeerde Duitse wetgeving aan de Universiteit van Tokio. In 1923 slaagde hij voor zijn ambtenaarexamen, en het jaar erop werd hij een ambtenaar bij het Japanse spoorwegministerie.
Satō trouwde in 1926 met Hiroko, de dochter van diplomaat Yosuke Matsuoka. Samen kregen ze twee zonen, Ryutarō en Shinji Sato.
Hij diende van 1944 tot 1946 als directeur van het Osaka Railways Bureau, en van 1947 tot 1948 als onder-minister van Transport.
Satō werd in 1949 namens de Liberale Partij lid van de Kokkai. In juli 1951 werd hij verkozen tot minister van Communicatie en Post, een positie die hij tot juli 1952 behield. Over de jaren klom Satō langzaam omhoog in politieke rang.
Nadat de Liberale Partij fuseerde met de Japanse Democratische Partij tot de Liberaal Democratische Partij, werd Satō tot voorzitter van deze partij verkozen. Hij had deze positie van december 1957 tot juni 1958. In het kabinet van zijn broer Nobusuke Kishi en Hayato Ikeda werd hij minister van Financiën.
Van juli 1961 tot juli 1962 was Sato minister van Economische Zaken. In 1964 was hij de minister die de leiding had over de organisatie van de Olympische Zomerspelen 1964.

### Premier
Satō volgde in 1964 Ikeda op als minister-president. Hij was bij veel mensen populair vanwege de groeiende economie. Hij probeerde politiek een balans te vinden tussen de wensen van de Verenigde Staten en China. Satō weigerde herhaaldelijk om vertegenwoordigers van de Volksrepubliek China toe te laten in Japan. Wel onderhield Satō nauwe banden met Taiwan. Bij de meeste grote gebeurtenissen steunde Satō’s regering de keuzes van de Verenigde Staten. Zijn steun aan het Veiligheidsverdrag tussen Japan en de Verenigde Staten, alsmede Japans steun voor de Amerikaanse troepen in de Vietnamoorlog, leidden tot protesten onder studenten. Deze protesten namen dusdanig ernstige vormen aan, dat in 1969 Satō gedwongen werd de Universiteit van Tokio een jaar te sluiten.
Satō introduceerde in 1967 een beleid tegen de productie en het bezit van nucleaire wapens in Japan. Tevens liet hij Japan lid worden van het Non-proliferatieverdrag. Dit leverde hem de Nobelprijs voor de Vrede op.
Satō onderhandelde met de Amerikaanse presidenten Lyndon B. Johnson en Richard Nixon over de teruggave van Okinawa, wat sinds het einde van de Tweede Wereldoorlog in Amerikaanse handen was. In 1969 bereikten de twee een akkoord dat de Amerikanen hun legerbases in het gebied mochten houden, maar dat Okinawa wel weer Japans grondgebied zou worden. In 1972 werd Okinawa formeel overgedragen aan Japan.
Satō werd tweemaal herkozen. Hij kondigde in juni 1972 aan dat hij vervroeg zou terugtreden en na zijn derde periode als minister-president niet voor een vierde periode zou gaan. Een reden voor zijn aftreden was de China-politiek van de Amerikaanse president Nixon. In totaal had hij 8 jaar en 2 maanden onafgebroken als premier gediend. Dit werd door geen enkele opvolger geëvenaard, tot Shinzo Abe (2012-2020) Sato's record verbrak.